# Vladimir Achourkov
Vladimir Lvovitch Achourkov (en russe : Владимир Львович Ашурков), né le 15 février 1972 à Moscou, est un militant politique russe.

## Biographie
Vladimir Achourkov est banquier de métier. Il travaille d'abord pour la holding russe Alfa Group.
Il s'engage ensuite aux côtés de l'opposant russe Alexeï Navalny, qu'il aide à récolter des fonds lors de sa campagne à l'élection municipale à Moscou, en 2013. Celui-ci finira deuxième. Peu après, en 2014, il quitte la Russie pour échapper à des poursuites judiciaires et demande l'asile politique au Royaume-Uni. Sa femme y donne naissance à leur enfant. 
Alors qu'ils sont installés au Royaume-Uni, une procédure judiciaire est ouverte contre lui en Russie, il est accusé de détournement de fonds. Il affirme ne pas vouloir retourner dans son pays d'origine pour le moment par peur de risquer « la détention, des conditions inhumaines, la torture et une procédure judiciaire injuste ». Il est également accusé de fraude, accusation liée au financement de la campagne d'Alexeï Navalny, qui proviendrait, selon les autorités russes, de l'étranger. Toutefois, il indique souhaiter à long terme revenir en Russie. 
Sa demande est acceptée le 1er avril 2015, ce qui le protège de toute demande d'extradition formulée par la Russie.  
En 2021, alors qu'il est directeur exécutif de la Fondation anticorruption, ONG fondée par Alexeï Navalny, il prend position pour la mise en place de nouvelles sanctions contre la Russie, qui aideraient selon lui à la libération de Navalny.

## Formation
- Institut de physique et de technologie de Moscou
- Wharton School